# Desporto na Tailândia

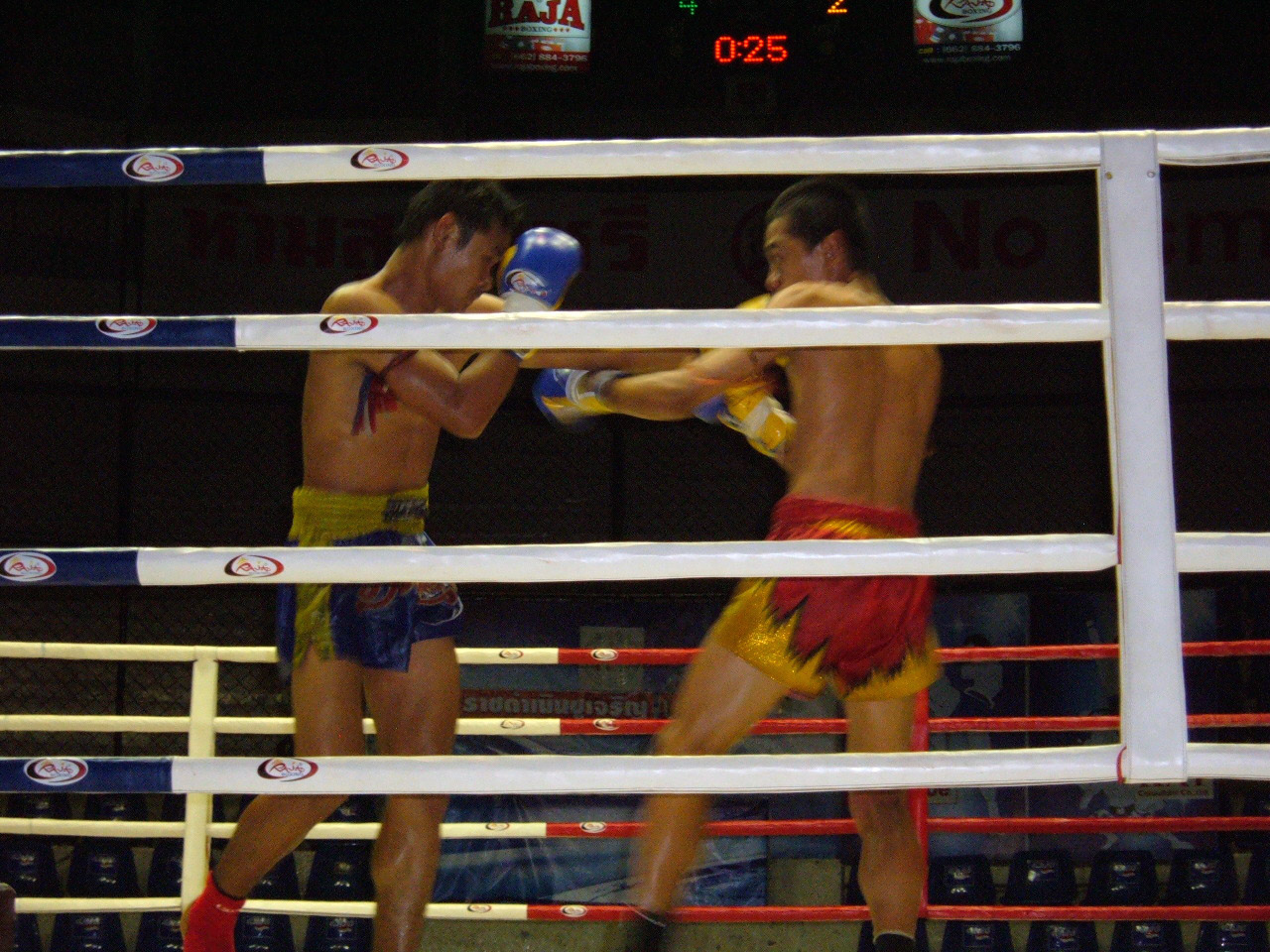
O Muay Thai é o esporte nacional da Tailândia.

Este artigo apresenta uma visão geral do desporto na Tailândia:

## Muay Thai
O muay thai (em tailandês: มวยไทย) também conhecido como arte marcial tailandesa, é o esporte nacional da Tailândia. Consiste em uma arte marcial criada há mais de mil anos, e é considerada uma das mais poderosas lutas do mundo, pela explosão de golpe e de agilidade e pelo  uso combinado de punhos, cotovelos, joelhos, canelas e pés, estando associada a uma boa preparação física que a torna uma luta de contato total bastante eficiente. Hoje em dia o muay thai ter-se-á convertido num símbolo nacional do reino da Tailândia, sendo o desporto mais praticado no país. Em Bangkok estão sediadas a Federação Internacional de Muay Thai Amador (IFMA) e o Conselho Mundial de Muay Thai (WMC).

## Futebol
Tradicionalmente, o país tem pouca ligação com o futebol. No entanto, este esporte também tem se popularizado socialmente nos últimos anos. A Seleção Tailandesa de Futebol, que representa a Tailândia nas competições de futebol da Federação Internacional de Futebol (FIFA), nunca participou de uma edição de Copa do Mundo, por não obter classificação para a mesma. Seu melhor resultado foi o terceiro lugar, na sua primeira participação, em 1972. Seus títulos são todos em escala regional: foram três no Campeonato da ASEAN e nove nos Jogos do Sudeste Asiático.

## Golfe
O golfe no país tem se tornado muito popular, fato que lhe permite ser chamada de "O centro do golfe na Ásia", uma vez que é um destino popular para os praticantes do golfe. O país atrai um grande número de jogadores de golfe do Japão, Coreia, Singapura, África do Sul e também de países ocidentais. A crescente popularidade do golfe, especialmente entre as classes médias e os expatriados, é evidente pelos mais de 200 campos de golfe de classe mundial existentes em todo o país, com alguns deles sediando eventos desportivos como os torneios de PGA e LPGA, no Amata Spring Country Club, Alpine Golf and Sports Club, Thai Country Club, e Black Mountain Golf Club.